# NGC 5688
NGC 5688 في الفهرس العام الجديد، هي مجرة، تقع في كوكبة السبع. اكتشفت في 1 يونيو 1834 بواسطة جون هيرشل.

## روابط خارجية
- NGC 5688 على موقع ويكي سكاي: DSS2, SDSS, GALEX, IRAS, Hydrogen α, X-Ray, Astrophoto, Sky Map, Articles and images